# Галеата
Галеа̀та (на италиански: Galeata, на местен диалект Gagliêda, Галиеда) е малко градче и община в северна Италия, провинция Форли-Чезена, регион Емилия-Романя. Разположено е на 237 m надморска височина. Населението на общината е 2527 души (към 2012 г.).

## История
До 1923 г. общината е част на провинция Флоренция, регион Тоскана. Тя се намира в историческата област, наречена Тосканска Романя (на италиански: Romagna Toscana). В тази година общината участва в провинция Ферара.